# Lago de Murten/Morat
El lago de Murten o lago de Morat (en alemán: Murtensee; en francés: Lac de Morat) es un lago de Suiza situado entre los cantones de Friburgo y Vaud, al pie del Mont Vully. Es el más pequeño de los lagos del Seeland o País de los Tres Lagos, con 22,8 km². 

## Etimología
Debe su nombre de la ciudad de Murten/Morat, situada en su orilla oriental, que en francés se llama Morat. Los dos nombres Murten y Morat son utilizados comúnmente según la comunidad lingüística, ya que las dos comparten el lago.

## Geografía
El principal afluente del lago es el río Broye, que aporta un 63% del agua total que recibe el lago. El lago de Murten/Morat está unido con el lago de Neuchâtel por el canal de Broye. Sirve, junto con el lago de Neuchâtel, de embalse de compensación para las aguas del río Aar que se desagua en el lago de Biel/Bienne. De hecho, si el nivel de este último subiese demasiado, el desbordamiento podría pararse o hasta ir en el sentido inverso.
El lago tiene una longitud de 8,2 kilómetros y una anchura máxima de 2,8 kilómetros. La profundidad máxima es de 45 metros. El lago tiene un volumen de agua 0,55 km³ y el agua permanece en teoría 1,6 años en el lago.

## Actividades
En el momento de Exposición Nacional Suiza 2002, el lago acogió, a 200 metros del puerto de Murten/Morat, el Monolito del artista Jean Nouvel. Medía 34 metros de alto y fue desmontado de nuevo después de la exposición nacional.